# 833

سنة 833 كانت سنة بسيطة تبدأ يوم الأربعاء حسب التقويم اليولياني.

## أحداث
- مبايعة المعتصم خليفة للمسلمين.

## وفيات
- أبو عمرو الداني
- الحجاج بن يوسف بن مطر
- 9 أغسطس - وفاة الخليفة العباسي عَبدُ الله المأمون.
- بشر المريسي